# Generaal De Bonskazerne

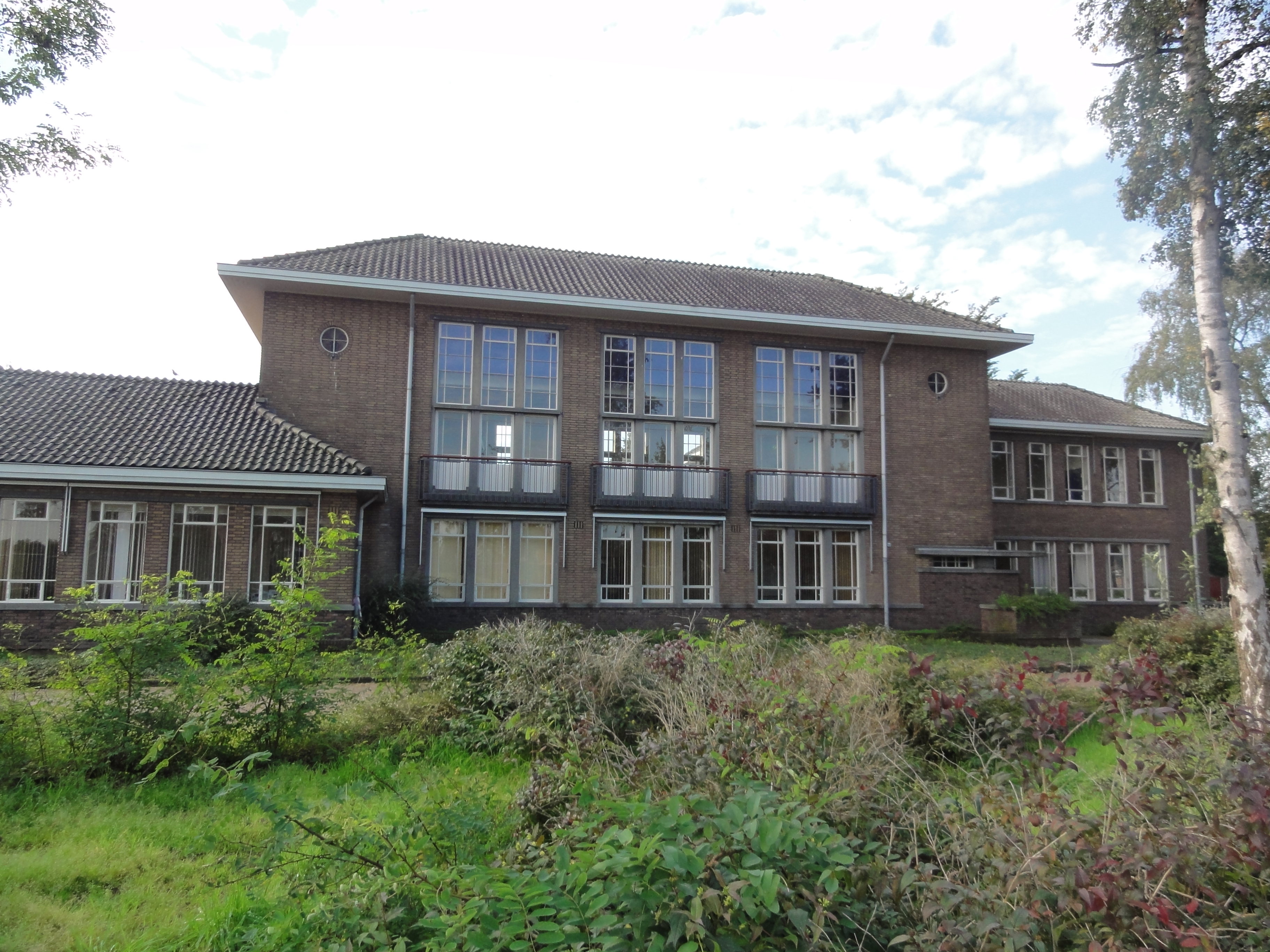
Gebouw B regimentsbureel

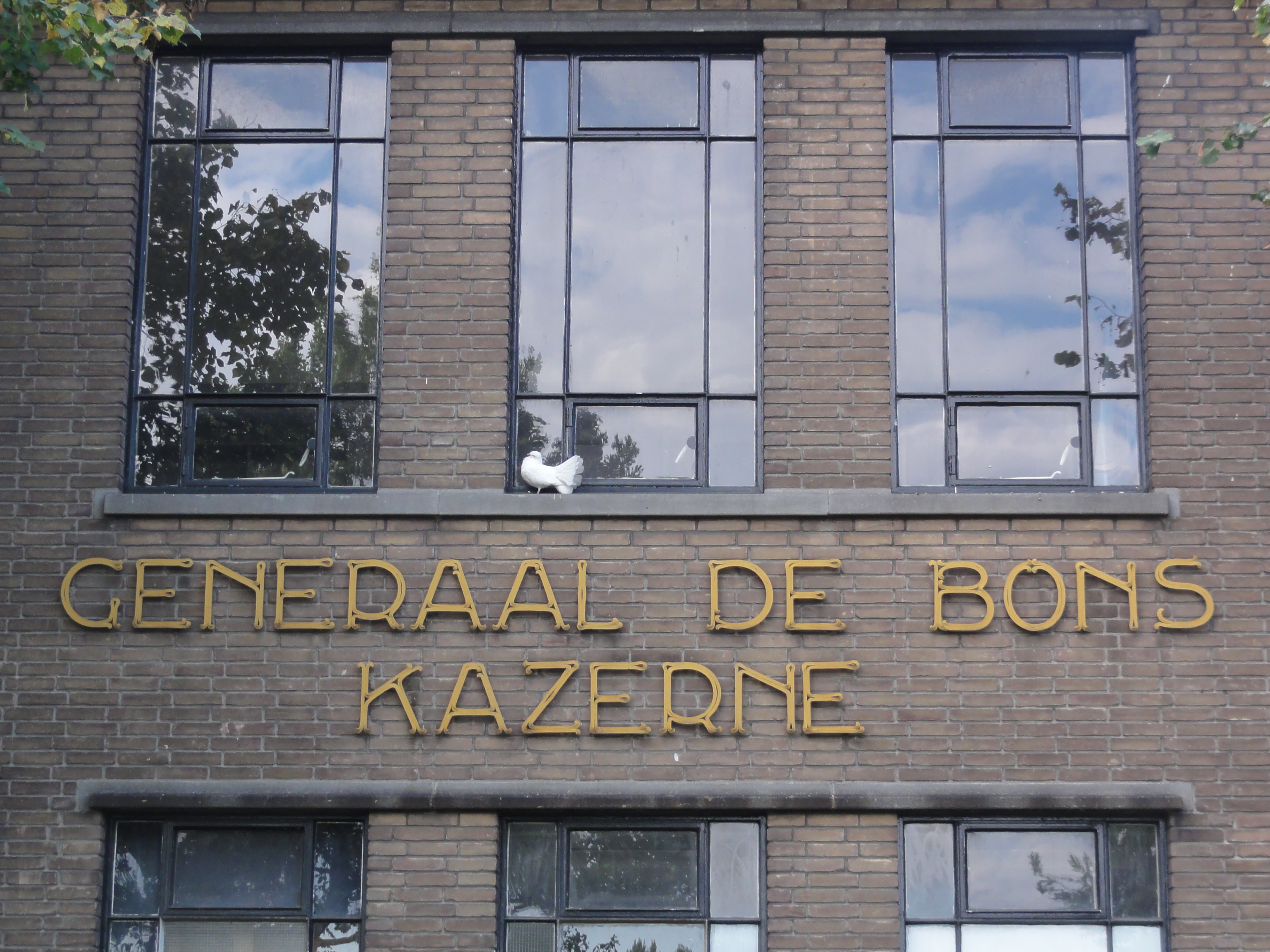

De Generaal De Bonskazerne (Generaal de Bonsweg 1) is een voormalige legerkazerne in Grave. Vernoemd naar Andreas de Bons die een belangrijke rol speelde bij de verdediging van de stad Grave tegen de Fransen in 1794. De kazerne is een rijksmonument.

## Bouw
Van oudsher was Grave een garnizoensstad en wilde graag weer militairen op haar grondgebied. Op 29 maart 1938 werden eenheden van het vijftiende regiment infanterie voorlopig gelegerd in het centrum van Grave totdat in februari 1939 het eerste legeringsgebouw van de kazerne werd opgeleverd. In juni/juli 1938 werd begonnen met de bouw van deze kazerne, iets ten zuiden van Grave in Velp (Noord-Brabant) op het Kouwenoords Veld, omdat de gemeente Grave zelf de ruimte er niet voor had. De kazerne werd ontworpen door Kapitein der Genie A.G. Boost. Andere zogenaamde Boostkazernes zijn bijvoorbeeld: Elias Beeckmankazerne (Ede), Kolonel Palmkazerne (Bussum), Detmerskazerne (Eefde), Willem George Frederikkazerne (Harderwijk) en Ernst Casimirkazerne (Roermond). De kazerne besloeg zes legeringsgebouwen omdat er twee bataljons infanterie en regimentsstaf moesten worden gehuisvest. De complete Generaal De Bonskazerne zou in het najaar van 1939 voltooid zijn.

## Tweede Wereldoorlog
Door de oplopende spanningen in Europa wisselde de bezetting van de kazerne regelmatig. Onder andere het 14e Regiment Infanterie verbleef op de kazerne. Gedurende de oorlog, na het doorbreken van de Peel-Raamstelling op 10 mei 1940 hadden de Duitsers zich de Generaal de Bons kazerne toegeëigend. Tot aan de bevrijding werden de Kriegsmarine en in 1944 eenheden van de Wehrmacht er gelegerd. Grave werd op de eerste dag (17 september 1944) van Operatie Market Garden door de Amerikanen bevrijd.

## Geallieerde troepen
Nadat de bezetters waren verdreven, werden geallieerde troepen (Engelse en vooral Canadese militairen) gelegerd in de kazerne. Generaal Crerar verplaatste zijn hoofdkwartier hierheen. Hij heeft de bevrijding van de rest van Nederland (Victory Campaign) en de opmars naar de Elbe geleid. In april 1945 kreeg hij hier bezoek van Veldmaarschalk Montgomery. In 2019 werd bij een archeologisch onderzoek in de kazernegebouwen bewijs gevonden op een van de zolders dat Grave ook de standplaats was geweest van 'the Netherlands District Headquarter', een hoofdkwartier waar verder niet heel veel over bekend is.

## Grave als garnizoensstad
Na de oorlog werd de bebouwing van de kazerne uitgebreid. Aan het keuken/ketelhuisgebouw werd een eetzaal gebouwd. Daarnaast werden een sporthal, kantine, werkplaatsen, officiers- en onderofficiershotel toegevoegd aan de kazerne.
- Na 1945 kwam de Nederlandse Landmacht terug op de kazerne om er troepen voor de inzet in Nederlands-Indië op te leiden. Deze troepen moesten de door geallieerden overgenomen mobiele bad- en wasserij-inrichting (mowaba's) kunnen bedienen. Ook een compagnie voor de uitgifte van goederen en de 5e compagnie Gezagstroepen werden hier gelegerd.
- Het 10e Regiment Infanterie werd hier in 1947 opgeleid en vervolgens in 1948 het 1e Instructie Bataljon Aan- en Afvoertroepen.
- Van 1950 tot 1953 verbleef er het Regiment Zware Infanterie Chassé dat opleidingen voor mitrailleur en pantserafweergeschut verzorgde.
- Vanaf 1953 werden ook de 123 Zware Transportcie en in 1954 de 124 Zware Transportcie op de kazerne gelegerd.
- Ook de Stoottroepen (vanaf 1954 15e Bataljon Infanterie Stoottroepen) werden hier gelegerd tot 1960.
- Nadien waren enkel 11e Technische Dienstbataljon en de 11e Intendancecie nog aanwezig op de Generaal De Bonskazerne.
- Vanaf 1961 vestigde hier het Depot Technische Troepen dat dienstplichtigen (zo'n 400 elke 2 maanden) een algemene opleiding gaf.
- Vanaf 1967 was de kazerne nagenoeg leeg, alleen de 44 Herstelcie was nog aanwezig, echter datzelfde jaar zou de 12e Afdeling Veldartillerie zich hier vestigen en blijven tot 1978.
- Vervolgens werd de kazerne gebruikt door de Rijschool Venlo voor de opleiding van chauffeurs voor 3- en 4-tonner. In 1982 werd het opleidingscentrum voor didactiek en militair leiderschap (OCDML), op de kazerne gevestigd. Zij bleven tot 1996 en verzorgden Basiscursus Militair Instructeur Algemeen en de cursus Hogere Opleidingsfunctionaris.
- In 1984 verliet de 44 Herstelcie de kazerne en werd in 1986 vervangen door de 829/832 Zware Transportcie (111 Gemengde Zware Transportcie).
- 1986-1997 451 Infanterie Beveiligings Compagnie
- In 1991 kwam het 102 Aanvullingsplaats bataljon, naar de kazerne. Zij zouden in de jaren 1990 ingezet worden in Bosnië en Herzegovina.
- In 1994 werd besloten de Generaal de Bonskazerne af te stoten.

Mensen die langere tijd op de kazerne waren gelegerd (zoals officieren) vonden hun intrek in vooral de Graafse wijken 'Rode en Blauwe Dorp' en 'de Mars'. Daarnaast zorgde de kazerne voor werkgelegenheid en klandizie voor de lokale middenstand.
De aanwezigheid van militairen gaf de stad Grave veel levendigheid. Ook de jeugd kon de aanwezigheid van de soldaten waarderen, al was het alleen maar vanwege het spelletje “Petje Wippen”. Staande op een Pnem-schakelkastje rechts van het oude Iduna-gebouw kon je de baret van voorbij komende soldaten gemakkelijk afpakken en over de muur gooien, tot grote hilariteit van de jongeren. De keerzijde van dat spel was dat regelmatig kinderen uit bomen moesten worden bevrijd als soldaten hen achterna kwamen.

## Asielzoekerscentrum
Op 30 april 1997 vertrokken de laatste militaire gebruikers (de 160 Zware Transportcompagnie) uit de kazerne naar de toenmalige Generaal Winkelmankazerne te Nunspeet. In juli 1997 werd het voorstel bekrachtigd om hier een asielzoekerscentrum te vestigen. Zo'n twee maanden later werden hier de eerste 140 asielzoekers ondergebracht. Op 20 september 1997 werd het AZC Grave officieel geopend. Op dit moment verblijven er zo'n 600 asielzoekers in de 5 van de 6 legeringsgebouwen en in de voormalige officiers- en onderofficiershotels. Het zuidelijk deel van het kazerneterrein is herontwikkeld als bedrijvenpark de Bons. De voormalige garages van de kazerne aan de uiterste zuidgrens zijn in gebruik als gemeentewerf.

## Trivia
In 2019 vonden in de kazerne opnamen plaats voor de webserie Het Jachtseizoen van StukTV.

## Fotogalerij

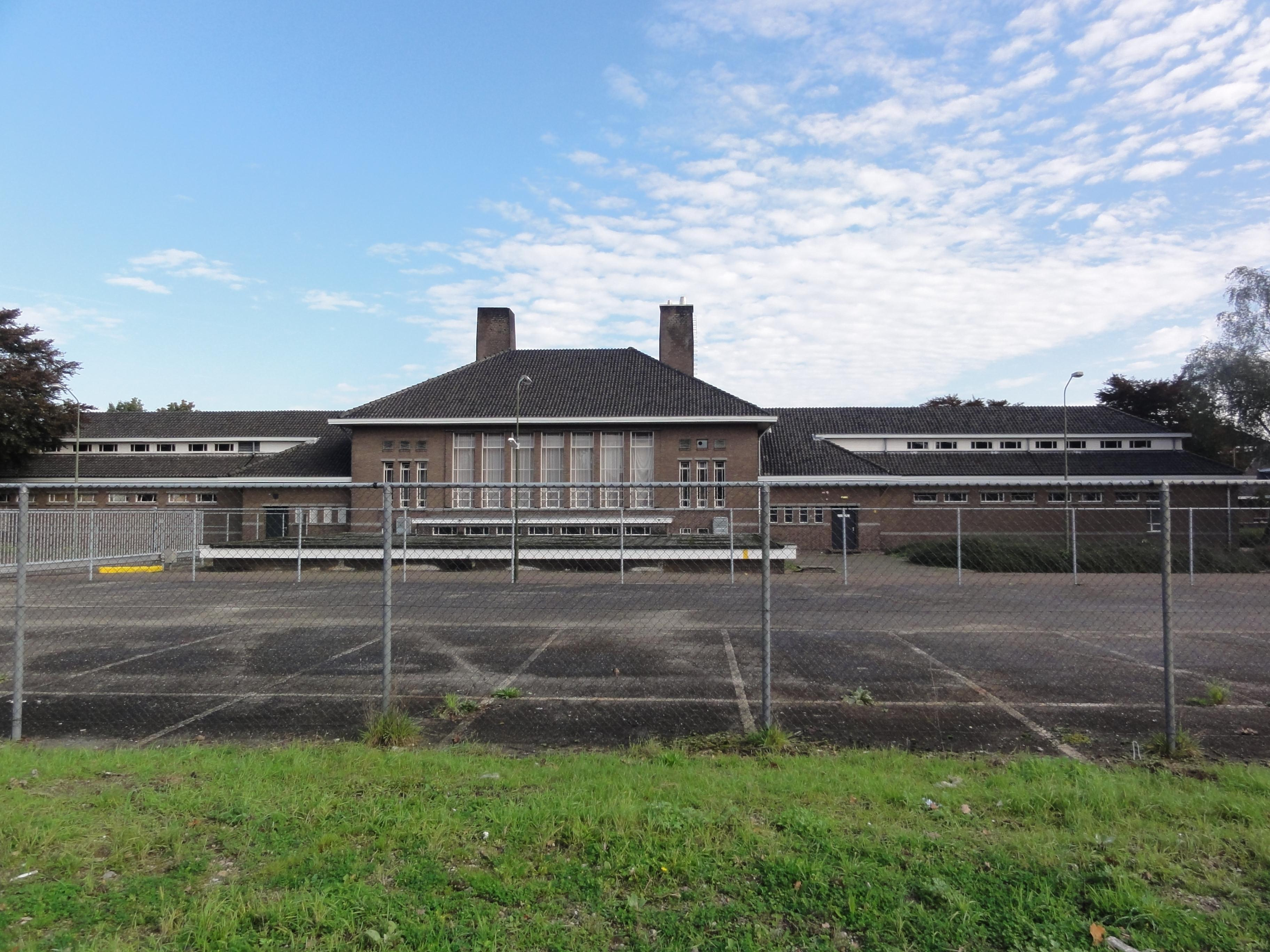
Keukengebouw met eetzaal
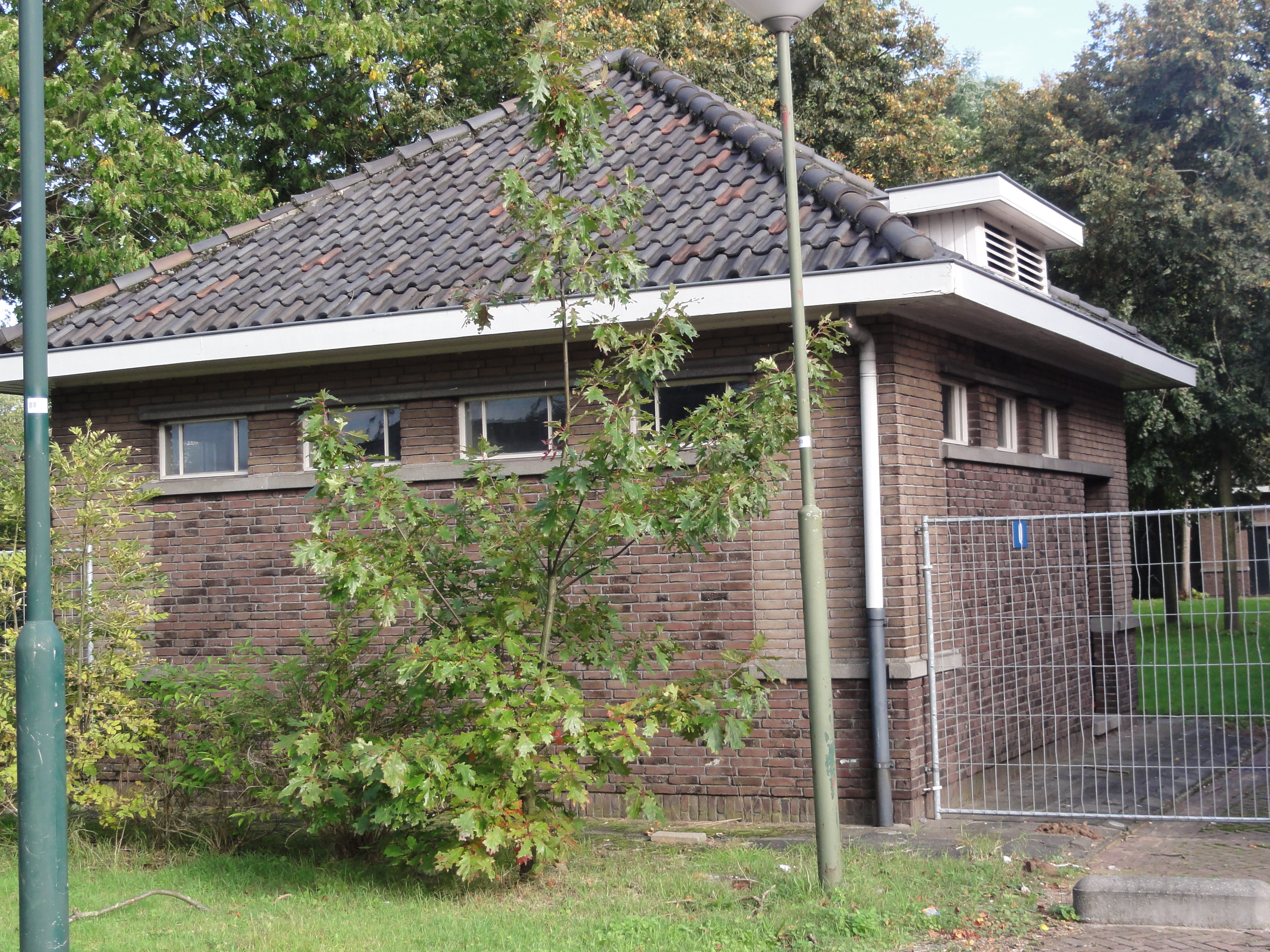
Privaatgebouw Q (zuidwest)
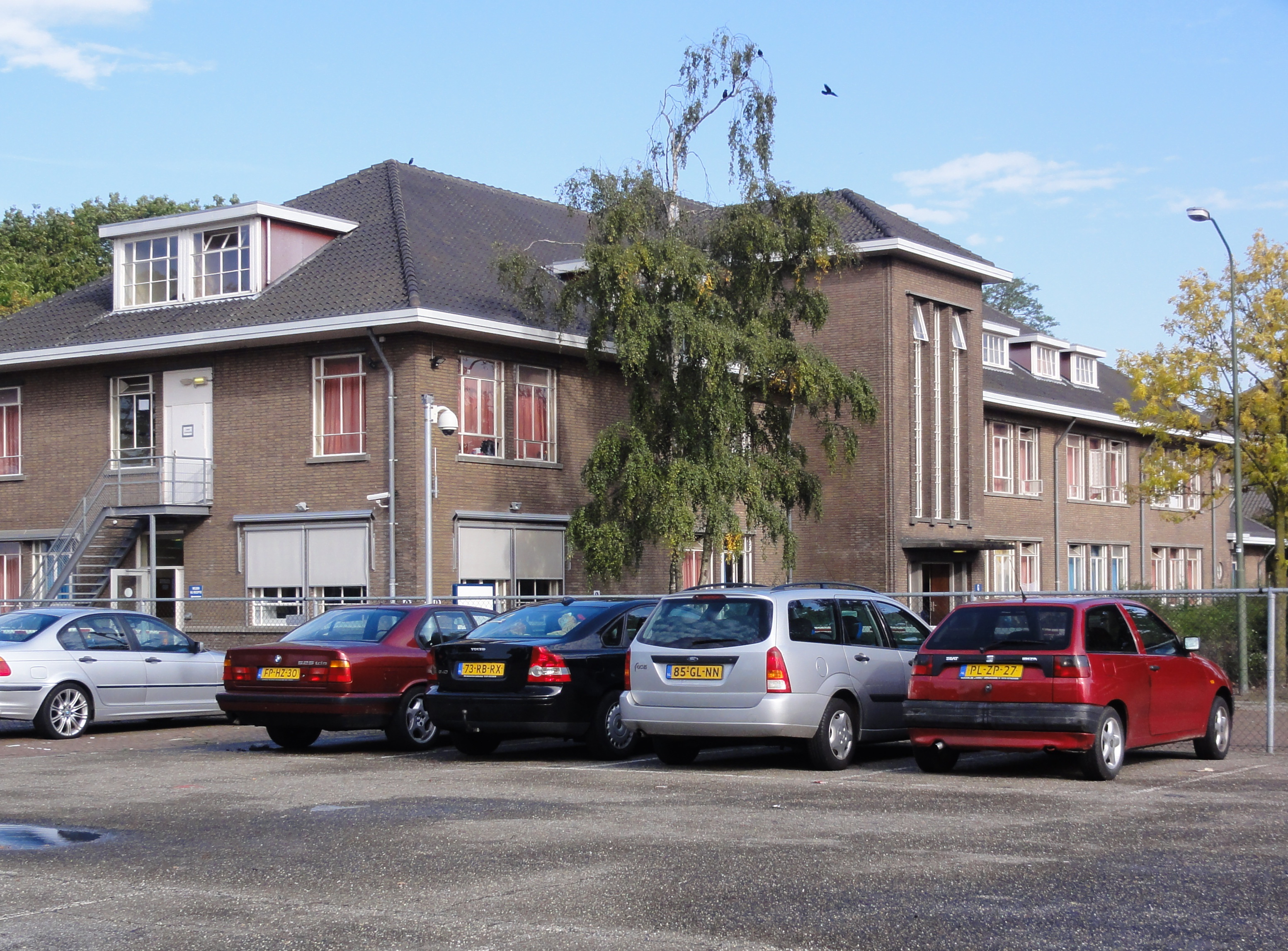
Legeringsgebouw (zuidwest)
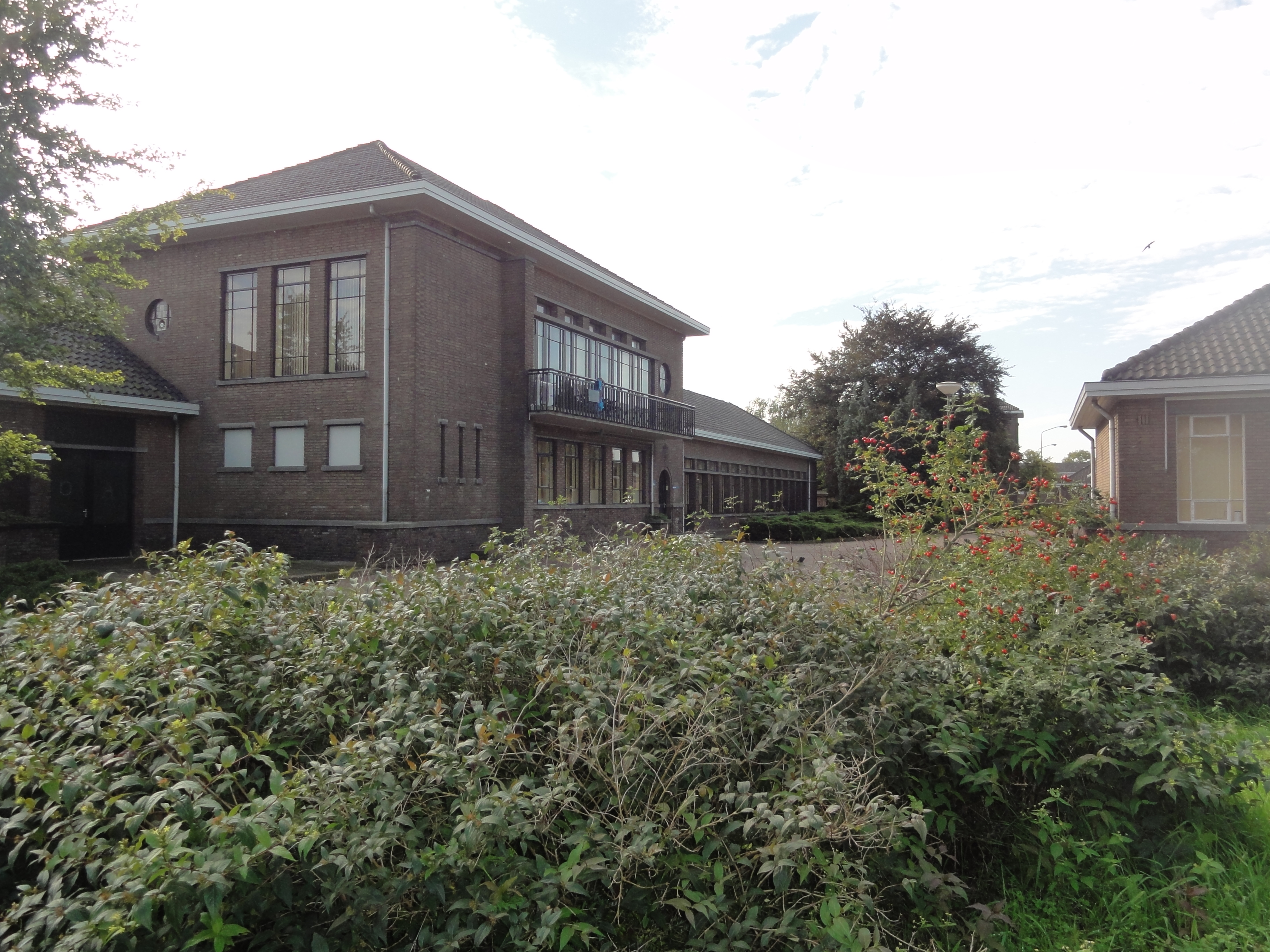
Gebouw A kantine

## Verwijzingen
1. ↑  De Erfgoedstem 18 april 2019: 'BOEi ontdekt tijdens restauratie Generaal de Bonskazerne in Grave bijzondere WOII-objecten' https://erfgoedstem.nl/boei-ontdekt-tijdens-restauratie-generaal-de-bonskazerne-in-grave-bijzondere-woii-objecten/. Gearchiveerd op 25 november 2020.
2. ↑  https://www.bommeltje.nl/website/vestingstad-grave/generaal-de-bonskazerne/. Gearchiveerd op 22 maart 2023.